# Kia Pride
Kia Pride (type DA) (Hangul: 기아 프라이드) var en minibil fra den sydkoreanske bilfabrikant Kia Motors, som kom på markedet i 1986 og fra 1995 også kunne købes i Danmark.
Komfortudstyret var med el-ruder, elektrisk antenne, recirkulation, varmedæmpende ruder og omdrejningstæller komplet i samtlige versioner. Med kun en førerairbag (fra 1996) havde bilen et ringe sikkerhedsudstyr; den kunne ikke leveres med ABS-bremser. På grund af de lave fremstillingsomkostninger blev modellen frem til oktober 2000 bygget som billig indstigningsmodel til Korea og Europa.
Kia Pride fandtes som tre- og femdørs hatchback og som femdørs stationcar. Modellen har i hele sin levetid haft en 1324 cm³-motor (boring 71 mm × slaglængde 83,6 mm). I starten fandtes motoren i to effekttrin med 44 kW (60 hk) og 54 kW (73 hk). Den stærke version fik i starten af 1996 effekten reduceret til 53 kW (72 hk) og opfyldt herefter Euro2. I visse lande fandtes der også en mindre motor på 1139 cm³ med 41 kW (56 hk), Fra 1997 fandtes der kun én motorversion på 1,3 liter med 47 kW (64 hk), som i versionen med manuel gearkasse opfyldt D3. Alle modeller var som standard udstyret med femtrins manuel gearkasse, mens versionerne med 54 kW (73 hk), 53 kW (72 hk) og 47 kW (64 hk) mod merpris kunne leveres med tretrins automatgear. 64 hk-modellen havde en topfart på 150 km/t (med automatgear 145 km/t).
Ekstraudstyrslisten omfattede kun tre punkter: servostyring, klimaanlæg og metallak. Centrallåsesystem var standard i stationcarudgaven, men kunne ikke leveres til tre- og femdørsversionerne.

## Karrosserivarianter
- Pride femdørs bagfra
- Kia Pride tredørs
- Kia Pride Van (GB)
- Kia Pride sedan
- Kia Pride stationcar
- Ford Festiva (USA-version af Kia Pride)
- Ford Festiva sedan

## Tekniske data
|                                                | 1,1                | 1,3                 | 1,3                             | 1,3                 | 1,3                             |
| Byggeår                                        | 1995–1997          | 1995–1997           | 1997–2000                       | 1995–1996           | 1996–1997                       |
| Motordata                                      |                    |                     |                                 |                     |                                 |
| Motorkode                                      |                    | B3                  | B3                              | B3                  | B3                              |
| Motortype                                      | R4-benzinmotor     | R4-benzinmotor      | R4-benzinmotor                  | R4-benzinmotor      | R4-benzinmotor                  |
| Antal ventiler pr. cylinder                    | 2                  | 2                   | 2                               | 2                   | 2                               |
| Ventilstyring                                  | OHC, tandrem       | OHC, tandrem        | OHC, tandrem                    | OHC, tandrem        | OHC, tandrem                    |
| Fødesystem                                     | Multipoint         | Multipoint          | Multipoint                      | Multipoint          | Multipoint                      |
| Trykladning                                    | –                  | –                   | –                               | –                   | –                               |
| Køling                                         | Vandkøling         | Vandkøling          | Vandkøling                      | Vandkøling          | Vandkøling                      |
| Boring × slaglængde                            | 68,0 × 78,4 mm     | 71,0 × 83,6 mm      | 71,0 × 83,6 mm                  | 71,0 × 83,6 mm      | 71,0 × 83,6 mm                  |
| Slagvolume                                     | 1139 cm³           | 1324 cm³            | 1324 cm³                        | 1324 cm³            | 1324 cm³                        |
| Kompressionsforhold                            | 9,4:1              | 9,7:1               | 9,7:1                           | 9,7:1               | 9,7:1                           |
| Maks. effekt ved omdr./min.                    | 41 kW (56 hk) 5500 | 44 kW (60 hk) 5500  | 47 kW (64 hk) 5200              | 54 kW (73 hk) 5500  | 53 kW (72 hk) 5500              |
| Maks. drejningsmoment ved omdr./min.           | 86 Nm 3500         | 100 Nm 2800         | 102 Nm 3000                     | 100 Nm 3000         | 105 Nm 3000                     |
| Kraftoverførsel                                |                    |                     |                                 |                     |                                 |
| Drivende hjul                                  | Forhjul            | Forhjul             | Forhjul                         | Forhjul             | Forhjul                         |
| Gearkasse (standardudstyr)                     | 5-trins manuel     | 5-trins manuel      | 5-trins manuel                  | 5-trins manuel      | 5-trins manuel                  |
| Gearkasse (ekstraudstyr)                       | –                  | –                   | 3-trins automatisk              | 3-trins automatisk  | 3-trins automatisk              |
| Præstationer1                                  |                    |                     |                                 |                     |                                 |
| Topfart                                        | 150 km/t           | 153 km/t            | 150 km/t (145 km/t)             | 159 km/t (153 km/t) | 159 km/t (153 km/t)             |
| Acceleration 0-100 km/t                        | 13,6 sek.          | 13,7 sek.           | 14,1 sek. (15,9 sek.)           | 13,7 sek.           | 13,7 sek.                       |
| Brændstofforbrug pr. 100 km ved blandet kørsel |                    | 6,7 liter Blyfri 91 | 6,7 liter (7,8 liter) Blyfri 91 | 6,5 liter Blyfri 91 | 6,7 liter (8,0 liter) Blyfri 91 |
|                                                |                    | [ 2 ]               |                                 | [ 3 ]               |                                 |

## Licensprodukter
Kia Pride blev også bygget i joint venture med Ford Motor Company under navnet Ford Festiva, især i Nordamerika og Oceanien. I disse år var modellen indstigningsmodel i Fords modelprogram, og fandtes som såvel minibil som klassisk sedan. Efterfølgeren var Kia Avella hhv. Ford Aspire eller i Oceanien Ford Aspire Trio. Modellen blev SKD-bygget i bl.a. Japan, hvor hatchbackudgaven blev fremstillet af Ford Japan Limited som Ford Festiva og sedanen som Ford Festiva β, og i årene 1987 til 1990 blev modellen også fremstillet af Mazda under navnet Mazda 121. I modsætning til ofte troet var Kia Pride ikke en licenskopi af Mazda 121, men derimod et fælles projekt mellem de tre bilfabrikanter.
I Pakistan stod den lokale bilfabrikant Dewan Farooque Motors for modellens produktion, hvor sedanudgaven mellem december 1999 og april 2005 blev fremstillet under navnet Kia Classic NGV. Efterfølgeren var den anden modelgeneration af Kia Rio, som der stadigvæk fremstilles i sin oprindelige skikkelse.
I Iran har Kia Pride siden april 2000 været blevet produceret af bilfabrikanten SAIPA under betegnelsen SAIPA Nasim DMi, og er en af landets mest succesfulde biler. I en modificeret udgave er modellen siden april 2004 blevet solgt som SAIPA 141, og sedanen som SAIPA 131. En yderligere modifikation fandt sted i 2011, hvor hatchbackudgaven blev omdøbt til SAIPA 111 og sedanen til SAIPA 132. Modellen har siden 2006 også blevet fremstillet i Valencia, Venezuela under navnet Venirauto Turpial af firmaet Venezuela Productiva Automotriz.

## Anden brug af navnet
Især i Sydkorea er navnet Pride blevet (gen)brugt på modeller, som i Europa sælges under et andet navn:
- Den anden modelgeneration af Kia Rio hed i Sydkorea Kia New Pride.
- Den tredje modelgeneration af Kia Rio hedder i Sydkorea Kia Pride.